# Henrique de Vasconcelos
Henrique Vieira de Vasconcelos (São Filipe (Cabo Verde), 1876 — Lisboa, 1924) foi um diplomata, político, jornalista e escritor, colaborador e amigo de Afonso Costa, deputado em várias legislaturas da Primeira República Portuguesa. Poeta decadentista e  português, autor da Missa negra, foi Director Geral do Ministério dos Negócios Estrangeiros e um importante bibliófilo, detentor de uma vasta biblioteca.

## Biografia
Cabo-verdeano de nascimento, oriundo de uma família que se fixara na ilha do Fogo desde o século XVII, radicou-se cedo em Lisboa, desfrutando de prestígio literário em Portugal. Licenciou-se em Direito, pela Universidade de Coimbra, e foi Director–Geral do Ministério dos Negócios Estrangeiros. Representou Portugal em legações e missões diplomáticas em vários países.
Com uma obra de temática europeia, foi autor, entre outras, das seguintes obras: Flores cinzentas, poesia (Coimbra, 1893); Os esotéricos, poesia (Lisboa, 1894); A Harpa de Vanádio, poesia (Coimbra, 1894); Amor Perfeito, poesia (Lisboa, 1895); A mentira vital, conto (Coimbra, 1897); Contos novos, contos (Lisboa, 1903); Flirts, contos (Lisboa, 1905) (eBook); Circe, poesia (Coimbra, 1908); e Sangue das rosas, poesia (Lisboa, 1912).
Também se encontra colaboração da sua autoria nas revistas O Branco e Negro  (1899), Ave azul (1899-1900), Brasil-Portugal  (1899-1914), Serões  (1901-1911),  Tiro e Sport  (1904-1913) e  Atlântida  (1915-1920). 
A 20 de maio de 1920, foi agraciado com o grau de Oficial da Ordem Militar de Sant'Iago da Espada.